# مرلين سيفي دائري الحراشف
مرلين سيفي دائري الحراشف (الاسم العلمي: Tetrapturus georgii) (بالإنجليزية: Roundscale spearfish)‏ هو نوع من الأسماك يتبع جنس المرلين السيفي من فصيلة الأسماك المرلينية.